# 拉氏鬍鯰
拉氏鬍鯰，為輻鰭魚綱鯰形目塘虱魚科的其中一種，分布於非洲象牙海岸的淡水流域，棲息在底層水域。

## 扩展阅读
維基物種上的相關：拉氏鬍鯰